# Пески (Корюковский район)
Пески (укр. Піски) — село в Корюковском районе Черниговской области Украины. Население 100 человек. Занимает площадь 0,983 км².
Код КОАТУУ: 7422480503. Почтовый индекс: 15352. Телефонный код: +380 4657.

## Власть
Орган местного самоуправления — Александровский сельский совет. Почтовый адрес: 15352, Черниговская обл., Корюковский р-н, с. Александровка, ул. Центральная, 111а.